# 스콧 브레이디

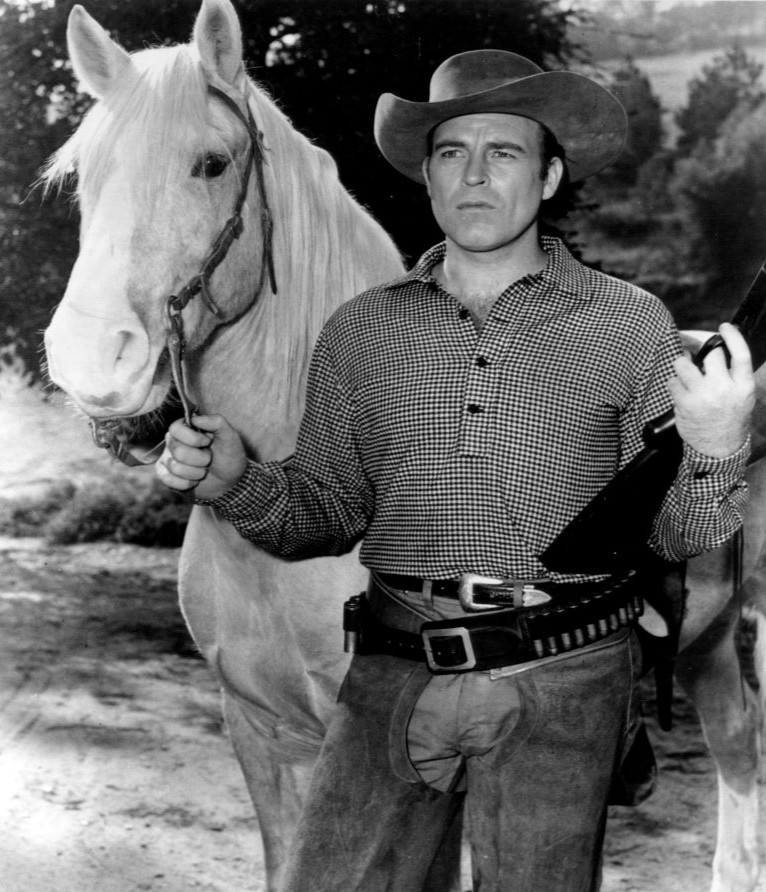

스콧 브레이디(Scott Brady, 1924년 9월 13일 ~ 1985년 4월 16일)는 미국의 배우, 텔레비전 배우, 권투 선수, 영화배우이다.
브루클린에서 태어났으며 로스앤젤레스에서 사망하였다. 사인은 폐기종이다.

## 영화
- 바운티 헌터 (1989년)
- 그렘린 (1984년) - 프랭크 보안관 역
- 전쟁의 폭풍 (1983년)
- 스트레인지 비헤비어 (1981년)
- 차이나 신드롬 (1979년)
- 서든리, 러브 (1978년) - 멀로이 역
- 달리는 욕망 (1978년)
- 위키드, 위키드 (1973년)
- 나이트 스트랭글러 (1973년)
- 달라스 (1971년) - 서지 역
- 헬스 블러디 데블스 (1970년)
- 더 마이티 고가 (1969년)
- 밀납의 악몽 (1969년)
- 마루니드 (1969년)
- 올 인 더 패밀리 (1968년) - 조 폴리 역
- 데스티네이션 이너스페이스 (1966년)
- 시마론 상공의 습격 (1958년)
- 딜론 보안관 (1955년)
- 젠틀맨 메리 브뤼네트 (1955년)
- 클라이막스! (1954년)
- 쟈니기타 (1954년) - 댄신 키드 역
- 부론코 버스터 (1952년)
- 야망의 브로드웨이 (1952년)
- 모델과 중매장이 (1951년)
- 히 워키드 바이 나이트 (1948년)